# Jungen und Mädchen

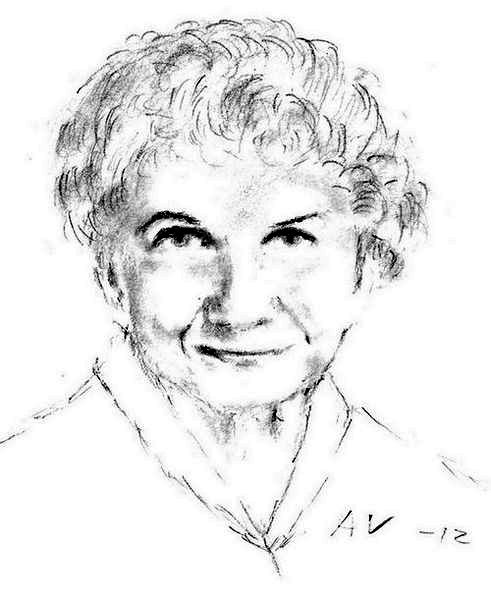
Alice Munro, Nobelpreis für Literatur 2013

Jungen und Mädchen (im englischen Original Boys and Girls) ist eine Short Story von Alice Munro aus dem Jahr 1964 bzw. 1968. Eine Fassung ist bei womeninlit.tripod.com kostenfrei im Web verfügbar.
Aus der Perspektive einer Jugendlichen ohne Namen werden Episoden aus dem Alltag auf der Silberfuchsfarm ihrer Herkunftsfamilie in Ich-Form erzählt. Wenn sie mit dem Vater arbeitet, wird die Jugendliche für einen Jungen gehalten, und von Arbeiten der Mutter hält sie sich so gut es geht fern. Ab einem Alter von 11 Jahren werden der Erzählerin immer mehr Erwartungen an ein typisches Mädchen entgegengebracht und ihre Rolle in der Familie beginnt sich zu verändern. Als sie sich in einer wichtigen Situation der eigenen Intuition nach verhält, wird sie von ihrem jüngeren Bruder verraten, was für den Vater der Anlass ist, sein Urteil in Bezug auf ihren neuen Status zu fällen. Die Erzählerin kommentiert dies in ihrem letzten Satz mit: „Maybe it was true.“ 
In englischer Sprache hat die Erzählung eine Länge von etwa 17 Seiten und besteht aus drei Abschnitten, von denen der erste der kürzeste und der letzte der längste ist.
Jungen und Mädchen wurde 1983 als Boys and Girls verfilmt und im Folgejahr mit einem Oscar als Bester Kurzfilm ausgezeichnet.

## Deutschsprachige Ausgaben
- Übers. Heidi Zerning (aus: Alice Munro, Anthologie Tanz der seligen Geister (engl. 1968)), bei  Dörlemann Verlag Zürich 2010; zugl. in Kanada fürs Handgepäck. Geschichten und Berichte. Ein Kulturkompass. (Anthologie) Unionsverlag, Zürich 2010, unv. Nachdr. 2018, S. 123–143
  - 2. Aufl. S. Fischer Verlag, Frankfurt 2013